# Sebastián de Eslava y Lazaga

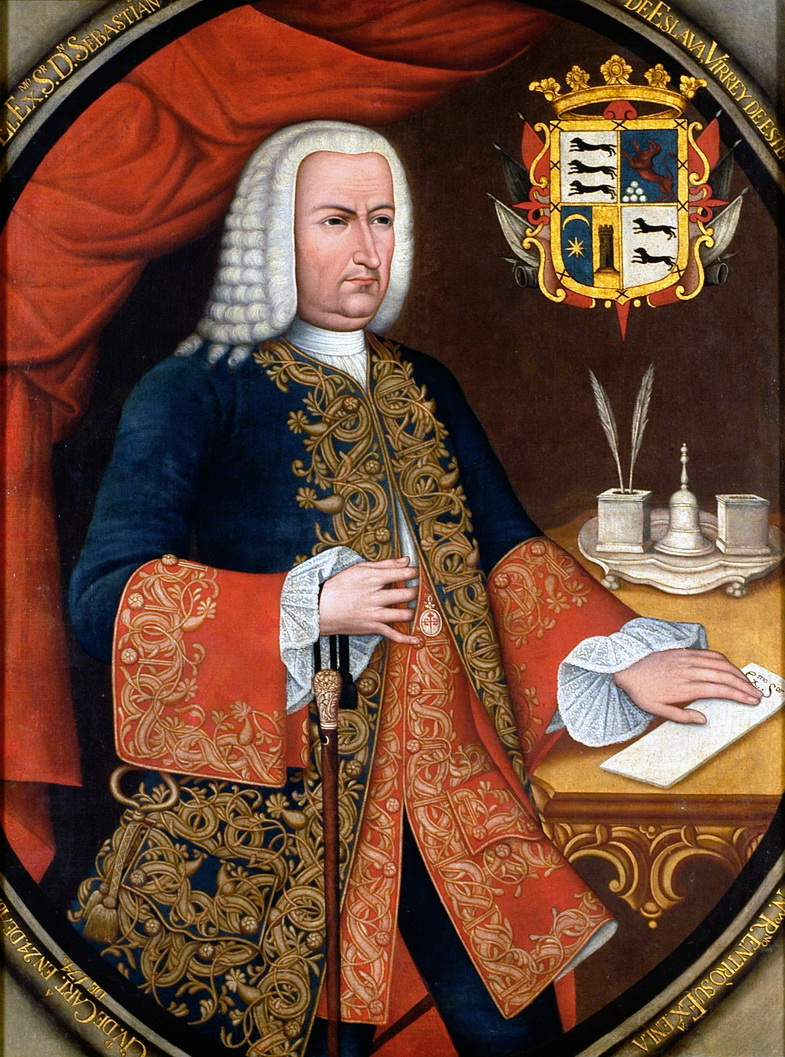
Sebastián de Eslava

Sebastián de Eslava y Lazaga (* 19. Januar 1685 in Enériz, Navarra, Spanien; † 21. Juni 1759 in Madrid, Spanien) war ein spanischer Offizier und Kolonialverwalter, der als Vizekönig von Neugranada amtierte.
Eslava entstammte einer Adelsfamilie aus Navarra. Er schlug eine militärische Karriere ein und war Mitglied im Orden von Santiago.

## Militärkarriere in Europa
Im spanischen Erbfolgekrieg zeichnete er sich mehrfach aus. Er erreichte noch in Navarra den Rang eines Fähnrichs im neugegründeten Regiment Guardias Españoles und kämpfte in Portugal, bei der Einnahme von Gibraltar 1704, bei der Belagerung von Barcelona (1705), bei der Schlacht bei Almansa, bei der Schlacht bei Brihuega, der Schlacht bei Villaviciosa und bei der zweiten Belagerung von Barcelona im Jahre 1713. Zum Ende des Krieges hatte er den Rang eines Hauptmanns inne.
Er stellte 1715 das Asturische Regiment neu, mit dem er für die spanische Krone auf den Feldzügen in Sizilien und Süditalien kämpfte, darunter auch bei der Einnahme von Messina.
Eslava wurde zum Offizier des Orden von Calatrava ernannt, er erhielt den Rang eines Generalleutnants des spanischen Heeres und diente als Kammerherr des Königs.

## Ernennung zum Vizekönig von Neugranada
1739 ernannte ihn König Philipp V. zum Vizekönig des wiedererrichteten Vizekönigreiches Neugranada. Die Argumente für eine Abtrennung der Gebiete des heutigen Kolumbien, Venezuela, Ecuador und Panama aus der Verwaltung des Vizekönigreiches Peru blieben dieselben wie 1717: Große Distanzen, lange und schlechte Wege, die eine zentralistische Verwaltung von Lima aus lähmten und erschwerten. Die erste Einrichtung des Vizekönigreichs war an Misswirtschaft, Korruption und der negativen Einschätzung der wirtschaftlichen
Aussichten durch den Vizekönig Jorge de Villalonga gescheitert.
Eslava, dessen Bruder Rafael de Eslava von 1733 bis zu seinem Tode 1737 Gouverneur und Generalkapitän in Bogotá gewesen war, erreichte Cartagena mit 600 Mann am 24. April 1740.

## Amtszeit als Vizekönig, Schlacht von Cartagena
Seine Amtszeit war geprägt vom Krieg (War of Jenkins’ Ear) gegen die Briten. 1739 hatte die britische Flotte unter Edward Vernon Portobelo eingenommen und zerstört. 1740 richteten die Briten ihr Augenmerk auf Cartagena. Eslava ließ die Befestigungsanlagen verstärken.
Zugleich erhoben sich die Siedler in Vélez und anderswo aus Protest gegen die spanische Herrschaft, weswegen Eslava Teile seiner Verteidigungstruppen abziehen musste.
Im März 1741 erreichten die Briten Cartagena mit einer Flotte von 37 Schlachtschiffen, bestückt mit je 60 bis 90 Kanonen, und 12 Fregatten, auf denen insgesamt 15.000 Matrosen und 12.000 Infanteristen transportiert wurden. Am 17. März begann der Angriff auf Cartagena mit der Bombardierung der spanischen Befestigung, in der unter dem Oberbefehl von Blas de Lezo nur etwa 3.000 spanische Soldaten zur Verteidigung bereit standen. Am 20. März gingen die Briten an Land und versuchten vergebens, die Forts der Spanier einzunehmen. Bis zum 20. Mai zog sich die Belagerung hin, dann gaben die Engländer auf.
Eslava blieb auch nach dem Abzug der Briten in Cartagena; Vernon unternahm im April 1742 einen erneuten Versuch, Cartagena einzunehmen, er scheiterte aber auch im zweiten Anlauf. Eslava unternahm mehrere Feldzüge, um aufständische Einheimische niederzuschlagen und mühte sich, die Einnahmen der Krone zu verbessern. 1743 wollte ihn die Krone zum Vizekönig von Peru ernennen, aber Eslava bat angesichts seines hohen Alters, davon abzusehen.
In seine Amtszeit in Neugranada fielen noch mehrere schwere Erdbeben. 1749 sandte Spanien mit José Alfonso Pizarro einen Nachfolger im Amt des Vizekönigs.

## Lebensabend in Spanien
Eslava kehrte nach Spanien zurück, er hatte noch hohe formale Ämter in der Armee inne, so das des Generaldirektors der Infanterie sowie des Sekretärs des Allgemeinen Kriegsrates, das er bis zu seinem Tode 1759 bekleidete. Ein Jahr nach seinem Tod erhob ihn König Karl III. zum marqués de la Real Defensa, da Eslava kinderlos war, erbte diesen Titel sein Neffe Gaspar de Eslava y Monzón.